# Parisis minor
Parisis minor is een zachte koraalsoort uit de familie Parisididae. De koraalsoort komt uit het geslacht Parisis. Parisis minor werd in 1889 voor het eerst wetenschappelijk beschreven door Wright & Studer. 